# السقمة حدق

تعديل مصدري - تعديل

السقمة حدق هي إحدى قرى عزلة سباح بمديرية سباح التابعة لمحافظة أبين، بلغ تعداد سكانها 93 نسمة حسب تعداد اليمن لعام 2004.